# Perignamptus loriae
Perignamptus loriae är en skalbaggsart som beskrevs av Raffaello Gestro 1899. Perignamptus loriae ingår i släktet Perignamptus och familjen Hybosoridae. Inga underarter finns listade i Catalogue of Life.